# Jan Jakub z Thun-Hohensteinu
Jan Jakub z Thun-Hohensteinu (německy Johann Jacob Graf von Thun-Hohenstein, 1640, Castell-Brughier – 2. září 1701, Schlanders) byl šlechtic z česko-tyrolského rodu Thun-Hohensteinů.

## Život
Narodil se jako syn Jiřího Zikmunda z rodové linie Thun-Brughier.
V mládí vstoupil do císařské armády a v letech 1657 – 1662 se účastnil bojů v Sedmihradsku a Uhrách a v únoru 1662 byl jmenován prozatímním místodržitelem komendy německých rytířů v Tyrolích, avšak 31. května téhož roku byl jako zemský komtur potvrzen dosavadní administrátor arcivévoda Leopold Vilém, jenž poté svůj balivát spravoval téměř 40 let. Za jeho působení byla tridentská komenda, která existovala 400 let, prodána za celkovou cenu 15 483 florinů. K tomuto kroku ho vedly mnohé spory a nepříjemnosti spojené s vlastnictvím komendy. Od té doby se Řádu německých rytířů na Adiži omezil na německé Tyrolsko.
Za správy Jana Jakuba byl postaven kostel sv. Antonína v Klobensteinu, v roce 1690 dvě kaple sv. Antonína na řádových panstvích. Podporoval různá vylepšení v diecézi z vlastních zdrojů a při své každodenní procházce do kostela ve Schlandersu pokaždé daroval almužnu několik zlatých.
Hrabě Jan Jakub z Thun-Hohensteinu zemřel 2. září 1701 ve věku 62 let.